# Municipio de Glisson
El municipio de Glisson (en inglés: Glisson Township) es un municipio ubicado en el  condado de Duplin en el estado estadounidense de Carolina del Norte. En el año 2010 tenía una población de 2.718 habitantes.

## Geografía
El municipio de Glisson se encuentra ubicado en las coordenadas 35°6′13.33″N 77°52′18.62″O / 35.1037028, -77.8718389.